# Pairac lo Chasteu
Pairac lo Chasteu (en francès Peyrat-le-Château) és un municipi francès situat al departament de l'Alta Viena i a la regió de la Nova Aquitània.

## Demografia
| 1962                                       | 1968  | 1975  | 1982  | 1990  | 1999  | 2007  |
| ------------------------------------------ | ----- | ----- | ----- | ----- | ----- | ----- |
| 1.551                                      | 1.594 | 1.518 | 1.294 | 1.194 | 1.081 | 1.009 |
| Des de 1962: població sense dobles comptes |       |       |       |       |       |       |

## Administració
| Període   | Identitat           | Partit |
| --------- | ------------------- | ------ |
| 1965-1971 | Francis Guibert     |        |
| 1979-2001 | Jean Viallatoux     |        |
| 2001-2008 | Jacques Szamveber   |        |
| 2008-2014 | Michel Ballot       |        |
| 2014-2020 | Stéphane Cambou     |        |
| 2020-     | Dominique Baudemont |        |